# Anson (Minerbe)
Anson è una frazione di circa 150 abitanti del comune di Minerbe, in provincia di Verona. Dista circa 3,2 km dal capoluogo della Bassa ed è così denominato per via dell'ampia ansa del fiume Adige che caratterizzava la località ancora in età antica. La seconda domenica di ottobre si tiene una sagra della contrada. Il suo monumento più importante è la chiesa della Maternità di Maria, ubicato nel piccolo centro vicino al quale si tengono stand nelle varie occasioni di ritrovo.

## Luoghi d'interesse
- Chiesa della Maternità di Maria